# Großer Preis von Österreich 2025
Der Große Preis von Österreich 2025 (offiziell Formula 1 MSC Cruises Austrian Grand Prix 2025) fand am 29. Juni auf dem Red Bull Ring in Spielberg statt und war das elfte Rennen der Formel-1-Weltmeisterschaft 2025.

## Bericht

### Hintergründe
Nachdem in den letzten drei Jahren beim Großen Preis von Österreich ein Sprintwochenende ausgetragen wurde, fand der Grand Prix in diesem Jahr wieder an einem regulären Wochenende statt.
Nach dem Großen Preis von Kanada führte Oscar Piastri in der Fahrerwertung mit 22 Punkten vor Lando Norris und mit 43 Punkten vor Max Verstappen. In der Konstrukteurswertung führte McLaren mit 175 Punkten vor Mercedes und mit 191 Punkten vor Ferrari.
Beim Großen Preis von Österreich stellte Pirelli den Fahrern die Reifenmischungen C3 Hard (weiß), C4 Medium (gelb) und C5 Soft (rot) sowie Cinturato Intermediates (grün) und Cinturato Full-Wets (blau) für nasse Bedingungen zur Verfügung.
Verstappen (elf), Liam Lawson (sechs), Lance Stroll (fünf), Piastri, Oliver Bearman, Nico Hülkenberg (jeweils vier), Norris (drei), Yūki Tsunoda, Fernando Alonso, Carlos Sainz jr., Alexander Albon, Franco Colapinto (jeweils zwei) und George Russell (einer) gingen mit Strafpunkten ins Wochenende.
Mit Verstappen (viermal), Lewis Hamilton, Charles Leclerc und Russell (jeweils einmal) traten vier ehemalige Sieger zu dem Grand Prix an. Verstappen und Hamilton gewannen zudem beide jeweils einmal den Großen Preis der Steiermark, welcher ebenfalls auf dem Red Bull Ring ausgetragen wurde.
Als Rennkommissare für dieses Rennwochenende fungierten Felix Holter (DEU), Garry Connelly (AUS), Derek Warwick (GBR) und Wilhelm Singer (AUT).

### Training
Im ersten freien Training fuhr Russell mit 1:05,542 Minuten die Bestzeit vor Verstappen und Piastri. Am ersten freien Training nahmen zudem zwei Nachwuchsfahrer (Young Driver) teil: Alexander Dunne fuhr den McLaren von Norris und Dino Beganovic den Ferrari von Leclerc.
Im zweiten freien Training sicherte sich Norris in 1:04,580 Minuten die Bestzeit vor seinem Teamkollegen Piastri und Verstappen.
Im dritten Training war erneut Norris mit einer Bestzeit von 1:04,324 Minuten Schnellster vor Piastri und Verstappen.

### Qualifying
Das Qualifying bestand aus drei Teilen mit einer Nettolaufzeit von 45 Minuten. Im ersten Qualifying-Segment (Q1) hatten die Fahrer 18 Minuten Zeit, um sich für das Rennen zu qualifizieren. Alle Fahrer, die maximal 107 Prozent der schnellsten Rundenzeit erreichten, qualifizierten sich für den Grand Prix. Die besten 15 Fahrer qualifizierten sich für den nächsten Teil. Norris war Schnellster. Stroll, Esteban Ocon, Tsunoda, Sainz jr. und Hülkenberg schieden aus.
Der zweite Abschnitt (Q2) dauerte 15 Minuten. Die zehn schnellsten Piloten qualifizierten sich für den nächsten Teil. Norris war erneut Schnellster. Alonso, Albon, Isack Hadjar, Colapinto und Bearman schieden aus.
Der finale Abschnitt (Q3) ging über eine Zeit von zwölf Minuten, in denen die ersten zehn Startpositionen vergeben wurden. Norris war wieder Schnellster und sicherte sich in 1:03,971 Minuten seine insgesamt zwölfte Pole-Position vor Leclerc und Piastri. Piastri und Verstappen konnten ihre Bestzeiten nicht mehr unterbieten, da beide von einer kurzen gelben Flagge in den letzten Momenten der Session betroffen waren, nachdem sich Pierre Gasly auf der Strecke gedreht hatte. Verstappen qualifizierte sich daher nur für den siebten Platz.

### Rennen
Während der Einführungsrunde blieb Sainz jr. zunächst stehen und der erste Start wurde abgebrochen. Nachdem er seinen Williams starten konnte, fuhr er direkt an die Box und musste aussteigen. Da es nun eine zweite Einführungsrunde gab, wurde das Rennen um eine Runde auf noch 70 Runden gekürzt.
Gasly, Hadjar, Colapinto, Bearman und Hülkenberg starteten mit den weichen Reifen, alle anderen Fahrer gingen mit Mediums an den Start. Beim Start konnte Norris seine Führung verteidigen, während dahinter Piastri Leclerc überholen konnte. In Kurve drei verbremste sich dann Antonelli und krachte in den Red Bull von Verstappen. Für beide Fahrer war das Rennen danach beendet und das Safety-Car kam auf die Strecke. Für Verstappen war es der erste Ausfall seit dem Großen Preis von Australien 2024.
In der vierten Runde wurde das Rennen dann wieder freigegeben und die beiden McLaren-Piloten setzten sich sukzessive vom Rest des Feldes ab. Nachdem Piastri rundenlang im DRS von Norris lag, aber keinen Angriff starten konnte, ging er in der elften Runde kurzzeitig nach einem Fehler von Norris in Führung. Norris konterte allerdings eine Kurve später und schob sich wieder vor seinen Teamkollegen.
In der 17. Runde musste dann Albon seinen Williams abstellen und bescherte so dem Team einen Doppelausfall.
Während der ersten Boxenstoppphase, welche Norris aus der Spitzenruppe in der 21. Runde eröffnete, gab es keine Positionsverschiebungen. Er führte weiterhin vor Piastri, Leclerc und Hamilton das Rennen an.
In Runde 31 kam es bei einem Überholmanöver zu einer Berührung zwischen Tsunoda und Colapinto, bei welcher der Japaner den Argentinier umdrehte und hierfür eine Zehn-Sekunden-Zeitstrafe erhielt.

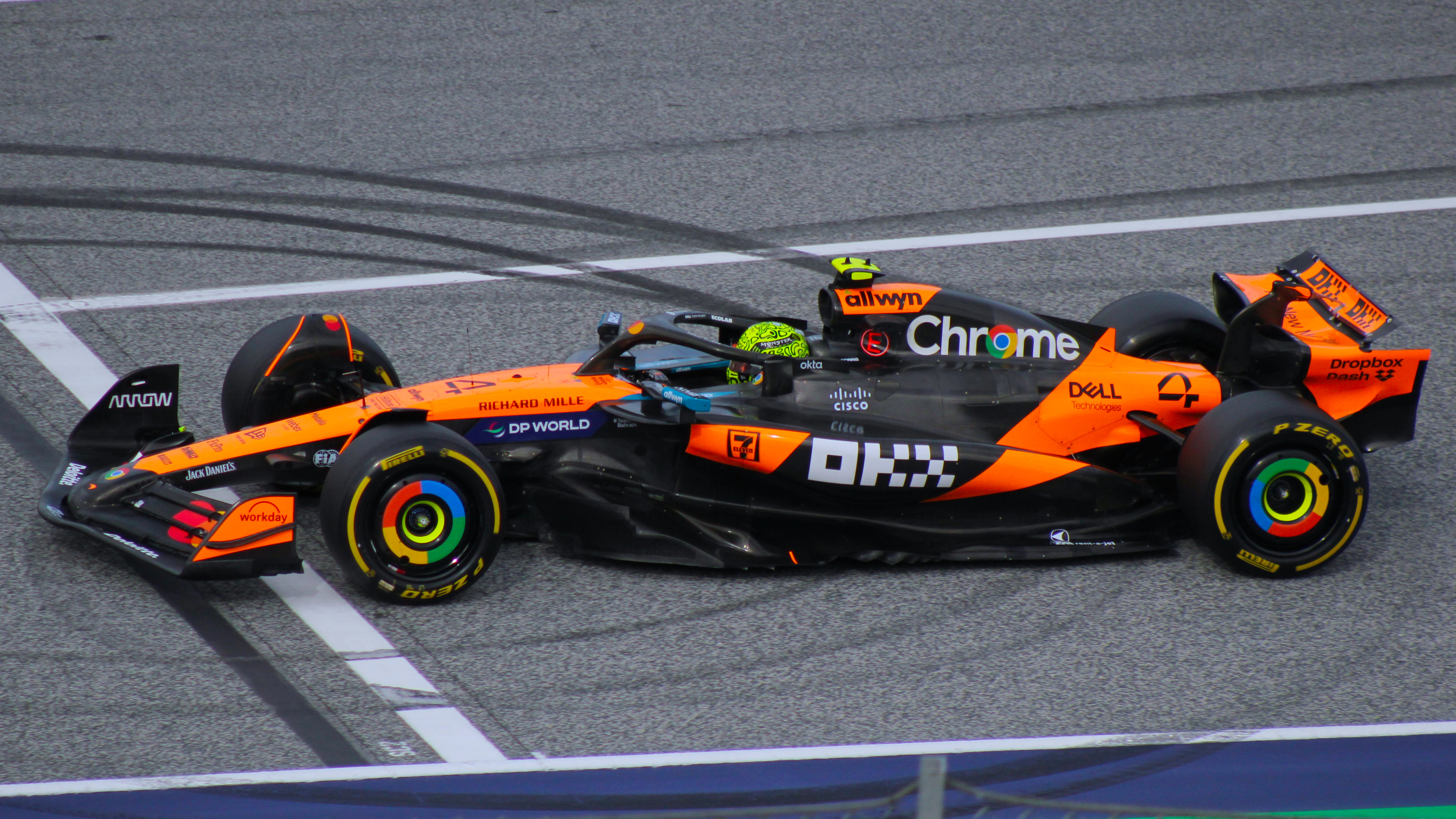
Norris gewann das Rennen vor Piastri und Leclerc

Auch die zweite Boxenstoppphase sorgte vorne für keine Änderungen mehr, sodass Norris vor Piastri und Leclerc das Rennen gewann. Als Piastri nach seinem zweiten Stopp die Box verließ, befand er sich dicht hinter Tsunoda und Colapinto, die um den 15. Platz kämpften. Da Piastri die beiden überrundete, anstatt mit ihnen um die Streckenposition zu kämpfen, hatte er das Recht, unter der blauen Flagge durchgewunken zu werden. Colapinto und Tsunado beachteten die blaue Flagge nicht und Colapinto zwang Piastri auf den Rasen, als Piastri den Argentinier überrunden wollte. Colapinto erhielt für diesen Vorfall eine Fünf-Sekunden-Zeitstrafe. Er erklärte im Anschluss über Teamfunk, dass er Piastri nicht kommen sah. Die restlichen Punkteränge belegten Hamilton, Russell, Lawson, Alonso, Gabriel Bortoleto, Hülkenberg und Ocon. Für Bortoleto war es die erste Platzierung in den Punkten und Norris gewann seinen insgesamt siebten Grand Prix.
In der Fahrerwertung konnte Norris den Rückstand auf Piastri wieder verkürzten, während Verstappen Dritter blieb. In der Konstrukteurswertung übernahm Ferrari wieder den zweiten Platz von Mercedes.

## Meldeliste
| Team                                        | Nr. | Stammfahrer           | Chassis                           | Motor      | Reifen |
| ------------------------------------------- | --- | --------------------- | --------------------------------- | ---------- | ------ |
| Oracle Red Bull Racing                      | 01  | Max Verstappen        | Red Bull Racing RB21              | Honda RBPT | P      |
| Oracle Red Bull Racing                      | 22  | Yūki Tsunoda          | Red Bull Racing RB21              | Honda RBPT | P      |
| McLaren Formula 1 Team                      | 81  | Oscar Piastri         | McLaren MCL39                     | Mercedes   | P      |
| McLaren Formula 1 Team                      | 04  | Lando Norris          | McLaren MCL39                     | Mercedes   | P      |
| McLaren Formula 1 Team                      | 89  | Alexander Dunne       | McLaren MCL39                     | Mercedes   | P      |
| Scuderia Ferrari HP                         | 16  | Charles Leclerc       | Ferrari SF-25                     | Ferrari    | P      |
| Scuderia Ferrari HP                         | 44  | Lewis Hamilton        | Ferrari SF-25                     | Ferrari    | P      |
| Scuderia Ferrari HP                         | 38  | Dino Beganovic        | Ferrari SF-25                     | Ferrari    | P      |
| Mercedes-AMG Petronas Formula One Team      | 63  | George Russell        | Mercedes-AMG F1 W16 E Performance | Mercedes   | P      |
| Mercedes-AMG Petronas Formula One Team      | 12  | Andrea Kimi Antonelli | Mercedes-AMG F1 W16 E Performance | Mercedes   | P      |
| Aston Martin Aramco Formula One Team        | 18  | Lance Stroll          | Aston Martin AMR25                | Mercedes   | P      |
| Aston Martin Aramco Formula One Team        | 14  | Fernando Alonso       | Aston Martin AMR25                | Mercedes   | P      |
| BWT Alpine F1 Team                          | 10  | Pierre Gasly          | Alpine A525                       | Renault    | P      |
| BWT Alpine F1 Team                          | 43  | Franco Colapinto      | Alpine A525                       | Renault    | P      |
| MoneyGram Haas F1 Team                      | 31  | Esteban Ocon          | Haas VF-25                        | Ferrari    | P      |
| MoneyGram Haas F1 Team                      | 87  | Oliver Bearman        | Haas VF-25                        | Ferrari    | P      |
| Visa Cash App Racing Bulls Formula One Team | 06  | Isack Hadjar          | Racing Bulls VCARB 02             | Honda RBPT | P      |
| Visa Cash App Racing Bulls Formula One Team | 30  | Liam Lawson           | Racing Bulls VCARB 02             | Honda RBPT | P      |
| Atlassian Williams Racing                   | 23  | Alexander Albon       | Williams FW47                     | Mercedes   | P      |
| Atlassian Williams Racing                   | 55  | Carlos Sainz jr.      | Williams FW47                     | Mercedes   | P      |
| Stake F1 Team Kick Sauber                   | 27  | Nico Hülkenberg       | Kick Sauber C45                   | Ferrari    | P      |
| Stake F1 Team Kick Sauber                   | 05  | Gabriel Bortoleto     | Kick Sauber C45                   | Ferrari    | P      |

Anmerkungen
1. 1 2  Der McLaren mit der Startnummer 89 wurde im ersten freien Training für Dunne eingesetzt. Norris übernahm das Fahrzeug anschließend für das restliche Rennwochenende mit seiner Startnummer 4.
2. 1 2  Der Ferrari mit der Startnummer 38 wurde im ersten freien Training für Beganovic eingesetzt. Leclerc übernahm das Fahrzeug anschließend für das restliche Rennwochenende mit seiner Startnummer 16.

## Klassifikationen

### Qualifying
| Pos.                                                                      | Fahrer                | Konstrukteur                 | Q1       | Q2       | Q3       | Start |
| ------------------------------------------------------------------------- | --------------------- | ---------------------------- | -------- | -------- | -------- | ----- |
| 01                                                                        | Lando Norris          | McLaren-Mercedes             | 1:04,672 | 1:04,410 | 1:03,971 | 01    |
| 02                                                                        | Charles Leclerc       | Ferrari                      | 1:05,197 | 1:04,734 | 1:04,492 | 02    |
| 03                                                                        | Oscar Piastri         | McLaren-Mercedes             | 1:04,966 | 1:04,556 | 1:04,554 | 03    |
| 04                                                                        | Lewis Hamilton        | Ferrari                      | 1:05,115 | 1:04,896 | 1:04,582 | 04    |
| 05                                                                        | George Russell        | Mercedes                     | 1:05,189 | 1:04,860 | 1:04,763 | 05    |
| 06                                                                        | Liam Lawson           | Racing Bulls-Honda RBPT      | 1:05,017 | 1:05,041 | 1:04,926 | 06    |
| 07                                                                        | Max Verstappen        | Red Bull Racing-Honda RBPT   | 1:05,106 | 1:04,836 | 1:04,929 | 07    |
| 08                                                                        | Gabriel Bortoleto     | Kick Sauber-Ferrari          | 1:05,123 | 1:04,846 | 1:05,132 | 08    |
| 09                                                                        | Andrea Kimi Antonelli | Mercedes                     | 1:05,178 | 1:05,052 | 1:05,276 | 09    |
| 10                                                                        | Pierre Gasly          | Alpine-Renault               | 1:05,054 | 1:04,846 | 1:05,649 | 10    |
| 11                                                                        | Fernando Alonso       | Aston Martin Aramco-Mercedes | 1:05,197 | 1:05,128 | –        | 11    |
| 12                                                                        | Alexander Albon       | Williams-Mercedes            | 1:05,143 | 1:05,205 | –        | 12    |
| 13                                                                        | Isack Hadjar          | Racing Bulls-Honda RBPT      | 1:05,063 | 1:05,226 | –        | 13    |
| 14                                                                        | Franco Colapinto      | Alpine-Renault               | 1:05,278 | 1:05,288 | –        | 14    |
| 15                                                                        | Oliver Bearman        | Haas-Ferrari                 | 1:05,218 | 1:05,312 | –        | 15    |
| 16                                                                        | Lance Stroll          | Aston Martin Aramco-Mercedes | 1:05,329 | –        | –        | 16    |
| 17                                                                        | Esteban Ocon          | Haas-Ferrari                 | 1:05,364 | –        | –        | 17    |
| 18                                                                        | Yūki Tsunoda          | Red Bull Racing-Honda RBPT   | 1:05,369 | –        | –        | 18    |
| 19                                                                        | Carlos Sainz jr.      | Williams-Mercedes            | 1:05,582 | –        | –        | 19    |
| 20                                                                        | Nico Hülkenberg       | Kick Sauber-Ferrari          | 1:05,606 | –        | –        | 20    |
| 107-Prozent-Zeit: 1:09,199 min (bezogen auf Q1-Bestzeit von 1:04,672 min) |                       |                              |          |          |          |       |

### Rennen
| Pos.                                                                     | Fahrer                | Konstrukteur                 | Runden | Stopps | Zeit        | Start | Schnellste Runde |
| ------------------------------------------------------------------------ | --------------------- | ---------------------------- | ------ | ------ | ----------- | ----- | ---------------- |
| 01                                                                       | Lando Norris          | McLaren-Mercedes             | 70     | 2      | 1:23:47,693 | 01    | 1:08,272 (61.)   |
| 02                                                                       | Oscar Piastri         | McLaren-Mercedes             | 70     | 2      | + 2,695     | 03    | 1:07,924 (59.)   |
| 03                                                                       | Charles Leclerc       | Ferrari                      | 70     | 2      | + 19,820    | 02    | 1:08,765 (56.)   |
| 04                                                                       | Lewis Hamilton        | Ferrari                      | 70     | 2      | + 29,020    | 04    | 1:08,628 (53.)   |
| 05                                                                       | George Russell        | Mercedes                     | 70     | 2      | + 1:02,396  | 05    | 1:09,372 (47.)   |
| 06                                                                       | Liam Lawson           | Racing Bulls-Honda RBPT      | 70     | 1      | + 1:07,754  | 06    | 1:09,977 (58.)   |
| 07                                                                       | Fernando Alonso       | Aston Martin Aramco-Mercedes | 69     | 1      | + 1 Runde   | 11    | 1:09,935 (39.)   |
| 08                                                                       | Gabriel Bortoleto     | Kick Sauber-Ferrari          | 69     | 2      | + 1 Runde   | 08    | 1:09,247 (60.)   |
| 09                                                                       | Nico Hülkenberg       | Kick Sauber-Ferrari          | 69     | 2      | + 1 Runde   | 20    | 1:09,459 (57.)   |
| 10                                                                       | Esteban Ocon          | Haas-Ferrari                 | 69     | 2      | + 1 Runde   | 17    | 1:09,550 (55.)   |
| 11                                                                       | Oliver Bearman        | Haas-Ferrari                 | 69     | 2      | + 1 Runde   | 15    | 1:09,960 (42.)   |
| 12                                                                       | Isack Hadjar          | Racing Bulls-Honda RBPT      | 69     | 2      | + 1 Runde   | 13    | 1:10,204 (40.)   |
| 13                                                                       | Pierre Gasly          | Alpine-Renault               | 69     | 2      | + 1 Runde   | 10    | 1:10,151 (46.)   |
| 14                                                                       | Lance Stroll          | Aston Martin Aramco-Mercedes | 69     | 2      | + 1 Runde   | 16    | 1:09,214 (55.)   |
| 15                                                                       | Franco Colapinto      | Alpine-Renault               | 69     | 2      | + 1 Runde   | 14    | 1:09,621 (44.)   |
| 16                                                                       | Yūki Tsunoda          | Red Bull Racing-Honda RBPT   | 68     | 3      | + 2 Runden  | 18    | 1:09,802 (62.)   |
| –                                                                        | Alexander Albon       | Williams-Mercedes            | 15     | 1      | DNF         | 12    | 1:10,641 (09.)   |
| –                                                                        | Max Verstappen        | Red Bull Racing-Honda RBPT   | 0      | 0      | DNF         | 07    | –                |
| –                                                                        | Andrea Kimi Antonelli | Mercedes                     | 0      | 0      | DNF         | 09    | –                |
| DNS                                                                      | Carlos Sainz jr.      | Williams-Mercedes            | –      | –      | –           | 19    | –                |
| Fahrer des Tages: Andrea Kimi Antonelli (27,3 % der abgegebenen Stimmen) |                       |                              |        |        |             |       |                  |

Anmerkungen
1. ↑  Colapinto erhielt für eine Kollision mit Piastri eine Fünf-Sekunden-Zeitstrafe. An seiner Position änderte die Strafe allerdings nichs.
2. ↑  Sainz jr. blieb in der Einführungsrunde mit Bremsproblemen stehen und konnte nicht am Rennen teilnehmen.

## WM-Stände nach dem Rennen
Die ersten zehn des Rennens bekamen 25, 18, 15, 12, 10, 8, 6, 4, 2 bzw. 1 Punkt(e).

### Fahrerwertung
| Pos. | Fahrer                | Konstrukteur               | Punkte |
| ---- | --------------------- | -------------------------- | ------ |
| 01   | Oscar Piastri         | McLaren-Mercedes           | 216    |
| 02   | Lando Norris          | McLaren-Mercedes           | 201    |
| 03   | Max Verstappen        | Red Bull Racing-Honda RBPT | 155    |
| 04   | George Russell        | Mercedes                   | 146    |
| 05   | Charles Leclerc       | Ferrari                    | 119    |
| 06   | Lewis Hamilton        | Ferrari                    | 91     |
| 07   | Andrea Kimi Antonelli | Mercedes                   | 63     |
| 08   | Alexander Albon       | Williams-Mercedes          | 42     |
| 09   | Esteban Ocon          | Haas-Ferrari               | 23     |
| 10   | Nico Hülkenberg       | Kick Sauber-Ferrari        | 22     |
| 11   | Isack Hadjar          | Racing Bulls-Honda RBPT    | 21     |

| Pos. | Fahrer            | Konstrukteur                                       | Punkte |
| ---- | ----------------- | -------------------------------------------------- | ------ |
| 12   | Lance Stroll      | Aston Martin Aramco-Mercedes                       | 14     |
| 13   | Fernando Alonso   | Aston Martin Aramco-Mercedes                       | 14     |
| 14   | Carlos Sainz jr.  | Williams-Mercedes                                  | 13     |
| 15   | Liam Lawson       | Racing Bulls-Honda RBPT/Red Bull Racing-Honda RBPT | 12     |
| 16   | Pierre Gasly      | Alpine-Renault                                     | 11     |
| 17   | Yūki Tsunoda      | Red Bull Racing-Honda RBPT/Racing Bulls-Honda RBPT | 10     |
| 18   | Oliver Bearman    | Haas-Ferrari                                       | 6      |
| 19   | Gabriel Bortoleto | Kick Sauber-Ferrari                                | 4      |
| 20   | Franco Colapinto  | Alpine-Renault                                     | 0      |
| 21   | Jack Doohan       | Alpine-Renault                                     | 0      |

### Konstrukteurswertung
| Pos. | Konstrukteur               | Punkte |
| ---- | -------------------------- | ------ |
| 01   | McLaren-Mercedes           | 417    |
| 02   | Ferrari                    | 210    |
| 03   | Mercedes                   | 209    |
| 04   | Red Bull Racing-Honda RBPT | 162    |
| 05   | Williams-Mercedes          | 55     |

| Pos. | Konstrukteur                 | Punkte |
| ---- | ---------------------------- | ------ |
| 06   | Racing Bulls-Honda RBPT      | 36     |
| 07   | Haas-Ferrari                 | 29     |
| 08   | Aston Martin Aramco-Mercedes | 28     |
| 09   | Kick Sauber-Ferrari          | 26     |
| 10   | Alpine-Renault               | 11     |